# Mostrejador
El mostrejador o sampler és un instrument musical digital i electroacústic amb el qual es poden enregistrar mostres de sons des d'una font externa, per posteriorment editar-los, guardar-los i modificar-los de diverses maneres, fent ús de la tècnica del sampleig. Els sons així emmagatzemats poden reproduir-se posteriorment, per exemple, mitjançant un teclat o un seqüenciador.
El mostrejador ha esdevingut un instrument molt important en la producció de música contemporània, i diversos estils musicals (especialment de música electrònica) estan basats de manera molt directa en l'ús del mostrejador.

## Funcionament
Un mostrejador enregistra sons d'una manera semblant a com ho faria un magnetòfon, si bé els seus principis bàsics són diferents. Els seus circuits fan una sèrie d'enregistraments de l'amplitud del senyal sonor —el nombre dels quals depèn de la freqüència de mostreig— durant tota la seva durada. El conjunt d'aquests enregistraments s'emmagatzema de manera successiva i així s'obté una còpia digitalitzada del so inicial.
Després d'haver enregistrat una mostra sonora, poden fer-s'hi diferents tractaments mitjançant el mostrejador: es pot retallar (per eliminar espais en blanc) o ampliar, amplificar, invertir, delimitar-ne una secció perquè es reprodueixi indefinidament, aplicar-hi efectes, etc. A mesura que els avenços tecnològics ho permetien, els mostrejador han anat incorporant diferents funcions dels sintetitzadors, com ara els generadors de contorns (VCA, normalment de tipus ADSR) o els filtres.
Per tal de reproduir la mostra enregistrada amb les diferents notes d'un teclat, un mostrejador efectua una sèrie de càlculs per trobar les freqüències de reproducció corresponents en funció de la freqüència de la nota referencial; així —com, de fet, ja passa amb els magnetòfons—, per reproduir un so una octava per damunt de la nota de referència, la freqüència es dobla (i, per tant, la seva durada en el temps es redueix a la meitat).
Com a conseqüència, tocant notes allunyades de la nota enregistrada es produeixen canvis apreciables en els formants del so inicial (especialment en el cas de sons acústics com un piano, una guitarra o la veu humana), de manera que si bé el mostrejador és capaç de reproduir el to desitjat, el so resultant és poc realista. Per resoldre aquest problema es van crear les multimostres: en comptes d'enregistrar una sola nota per a tot el rang sencer del teclat, se n'enregistren moltes, que després es distribueixen de manera convenient. En el límit, per aconseguir un so extremadament realista, caldria samplejar cada nota individualment i assignar-la a una única tecla del mostrejador; però això requeriria una capacitat de memòria força elevada, especialment si es volen enregistrar sons llargs i amb bona resolució. En la pràctica cal arribar a un compromís entre la qualitat de so desitjada i la memòria disponible.
Inicialment, degut a l'elevat preu dels dispositius de memòria, la qualitat de so dels primers mostrejador no era gaire bona; però amb el pas dels anys, l'aparició de processadors ràpids i l'abaratiment de la memòria possibilitaren, primer, l'adopció dels paràmetres de qualitat de so d'un CD (16 bits i freqüència de mostreig de 44.1 kHz) i, posteriorment, nivells encara més alts de resolució sonora.

## Evolució històrica
Els precursors del mostrejador foren el Chamberlin i el Mellotron; en tots dos casos es tracta d'instruments que reprodueixen un enregistrament d'una cinta que correspon a una nota i un instrument concret (violí, orquestra, veu…). Tots dos tenien un principi de funcionament semblant al del mostrejador, però no eren instruments digitals i, a més, no era possible enregistrar-hi sons nous.
El primer mostrejador digital fou el Computer Music Melodian (1976); posteriorment aparegueren el Fairlight i el Synclavier, tots dos instruments potents i versàtils, però cars.
L'Emulator és el primer intent de posar a la venda un mostrejador a un preu un xic més accessible, si bé amb unes prestacions inferiors a les dels seus dos principals oponents; així i tot, tingué força èxit. Diverses revisions del model (l'Emulator II, de 1984, i l'Emulator III de 1988) incorporaren diverses millores tècniques (l'Emulator III, per exemple, ja podia samplejar sons amb qualitat de CD) i es van fer un lloc als estudis musicals més prestigiosos. Dins de la gamma baixa l'Ensoniq Mirage fou un altre competidor destacat, com l'Akai S612 i l'Akai S900 (tots dos amb resolució de 12 bits, superior fins i tot a la de l'Emulator II). L'Akai S1000 oferí el sampleig amb qualitat de CD a un preu assequible i va tenir un gran èxit.
Les caixes de ritmes E-mu Drumulator, E-mu SP12 i E-mu SP1200 també podien samplejar sons, i de fet la SP1200 esdevingué ràpidament un dels instruments més utilitzats pels artistes de hip-hop.
A finals dels anys 80 aparegueren nous models de sintetitzadors amb un sistema de síntesi híbrida, que utilitzava breus mostres d'instruments reals que es podien combinar amb sons creats sintèticament per l'aparell; representants d'aquest corrent foren el Roland D-50 o, més endavant, per la workstation Korg M1 (un dels sintetitzadors més venuts de la història).